# Macrozamia mountperriensis
Macrozamia mountperriensis F.M.Bailey, 1886 è una pianta appartenente alla famiglia delle Zamiaceae, endemica dell'Australia.

## Descrizione
È una cicade con fusto sotterraneo o appena emergente dal terreno, con diametro di circa 22 cm.
Le foglie, pennate, lunghe 90-180 cm, sono disposte a corona all'apice del fusto e sono rette da un picciolo lungo 30-45 cm, privo di spine; ogni foglia è composta da 25-50 paia di foglioline lanceolate, con margine intero e apice acuminato, lunghe mediamente 24-35 cm, di colore verde glauco, con una callosità color cremo nel punto di inserzione sul rachide.
È una specie dioica con esemplari maschili che presentano coni terminali verdastri di forma cilindrica, lunghi 15-23 cm e larghi 3-4 cm ed esemplari femminili con coni solitari anch'essi cilindrici, lunghi 18-30 cm, e larghi 8-10 cm.
I semi sono grossolanamente ovoidali, lunghi 18-27 mm, ricoperti da un tegumento di colore dal giallo al rosso.

## Distribuzione e habitat
La specie è diffusa nel Queensland centro-meridionale, nella regione di Mount Perry da cui prende il nome.
Cresce su pendii riparati all'interno di foresta sclerofilla, da 50 a 400 m di altitudine.

## Conservazione
La IUCN Red List classifica M. mountperriensis come specie a rischio minimo (Least Concern).

La specie è inserita nella Appendice II della Convention on International Trade of Endangered Species (CITES).